# Agenzia Telegrafica Bulgara
L'Agenzia Telegrafica Bulgara (in bulgaro: Българската Tелеграфна Aгенция, Bŭlgarska Telegrafna Agentsiya; in inglese: Bulgarian News Agency) o BTA (БТА) è l'agenzia di stampa di Stato della Bulgaria.

## Storia
Fu creata con decreto del principe Ferdinando I di Bulgaria nel 1898 e oggi è una moderna e autorevole agenzia multimediale e rappresenta una importante fonte di informazione per i bulgari e il principale canale informativo dell'amministrazione pubblica di quel Paese. Lo statuto che ne regola l'attività fu definito nel giugno 1994 durante i lavori della 36ª Assemblea nazionale.

## Organizzazione
La BTA è definita come una "organizzazione nazionale autonoma di informazione" il cui direttore generale viene eletto dall'Assemblea nazionale.
Per statuto alla BTA è garantita la piena indipendenza editoriale e protetta da ogni ingerenza politica o economica.
L'agenzia è economicamente indipendente attraverso la vendita dei propri servizi giornalistici e attraverso la vendita di spazi pubblicitari pubblicati sul proprio sito. Fa parte della Alleanza europea delle agenzie di stampa (EANA) che riunisce fra di loro una sola agenzia di stampa per ogni Paese.
La BTA è anche membro fondatore della Associazione delle agenzie di stampa dei Balcani.